# De l'amour et autres démons
De l'amour et autres démons (en espagnol Del amor y otros demonios) est un roman de l'écrivain colombien Gabriel García Márquez, paru en 1994.

## Résumé
En 1949, lors de fouilles préalables à des travaux de construction, les soubassements de l'ancien couvent de Santa Clara, à Carthagène des Indes, permettent de mettre au jour un caveau recelant les restes d'une jeune fille dont la chevelure n'a cessé de pousser depuis son ensevelissement, atteignant une longueur de plus de vingt mètres. De ce point de départ, l'auteur nous emmène au milieu du XVIIIe siècle, à la rencontre de la petite Sierva María de Todos los Ángeles, la petite dont on a découvert le caveau.
Après le siège de Carthagène des Indes, au sein de la vice-royauté de Nouvelle-Grenade, un chien atteint de rage sème la panique dans le quartier du port. Parmi les victimes de ses morsures, Sierva María, fille du marquis de Casalduero. Bien qu'aucun signe clinique ne se déclare, celle-ci est cruellement atteinte. Mais le temps passe, et rien n'arrive, si ce n'est que le marquis, qui jusque-là a laissé le soin de l'éducation de la petite à ses esclaves, souhaite s'en servir pour redorer son blason, terni par sa débauche.
"Découvrant" sa fille capable de parler des idiomes "sataniques" - en fait les langues yoruba, mandingue, congo des esclaves - se convulsant en d'obscènes crises de possession démoniaque - les danses des esclaves - et commerçant avec le démon - car elle porte des colliers de santería - le marquis s'enquiert de la conduite à tenir auprès de l'évêque don Toribio de Cáceres y Virtudes. Celui-ci, pour le guider dans sa repentance, lui enjoint de remettre sa fille entre les mains des nonnes du couvent de Santa Maria, où elle sera exorcisée par le père Cayetano Delaura.
Enfermée parmi les "emmurées vivantes" que sont les clarisses, accusées de tous les maux par l'abbesse Josefa Miranda, à l'esprit formé par le Saint-Office, la petite se trouve effrayée par un contexte qu'elle ne comprend pas. Maîtresse en mensonges, elle ne fait qu'aggraver son cas. Cayetano Delaura, lui, parvient à entrer dans le monde de la jeune fille, mais pour finalement s'y perdre. Il tombe follement amoureux de Sierva María, et ayant informé ses supérieurs de cette situation, il est transféré dans une léproserie. Sierva María est soumise à diverses tortures pour chasser d'elle un supposé "démon", ce qui finit par entraîner la mort tragique de la fillette.

## Adaptations
- Peter Eötvös a composé un opéra intitulé Love and Other Demons sur un livret de l'auteur hongrois Kornél Hamvai, livret inspiré du roman de Gabriel García Márquez. L'opéra a été présenté pour la première fois au festival de Glyndebourne à Lewes le 10 août 2008.
- Le film Of Love and Other Demons (en), réalisé en 2009 par Hilda Hidalgo (en) à partir du roman de Gabriel García Márquez, représente le Costa Rica pour la sélection du « Meilleur film en langue étrangère » pour la 83e cérémonie des Oscars[1] mais n'est pas retenu dans la sélection finale.